# Edward Ciupak

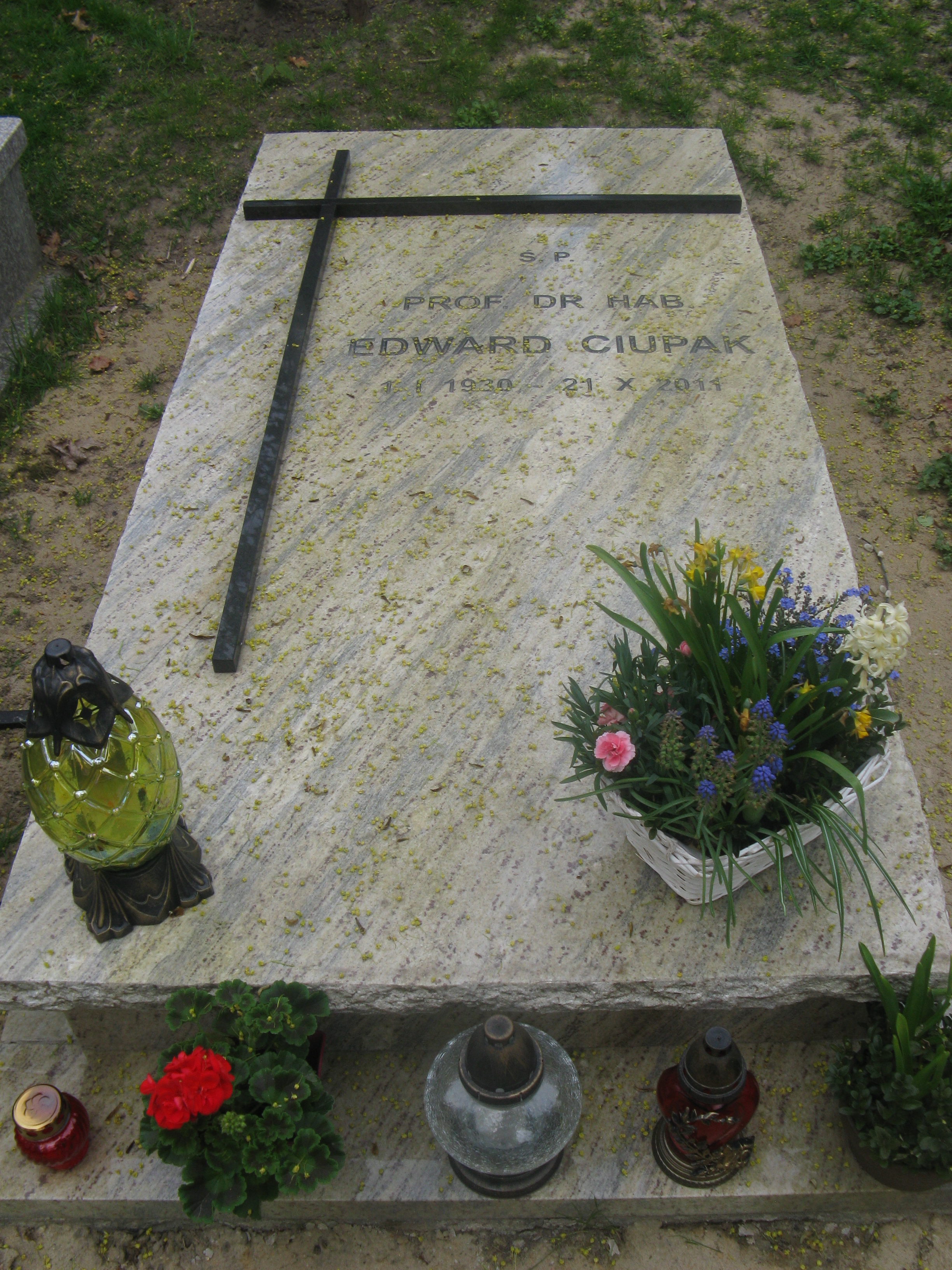
Grób Edwarda Ciupaka na Cmentarzu Wojskowym na Powązkach

 Edward Ciupak  (ur. 1 stycznia 1930 w Andrzejowie, zm. 21 października 2011) – polski socjolog i religioznawca, nauczyciel akademicki Uniwersytetu Warszawskiego, profesor nauk humanistycznych.

## Życiorys
W 1957 ukończył studia na Uniwersytecie Warszawskim, gdzie w 1964 otrzymał stopień naukowy doktora nauk humanistycznych. W 1973 uchwałą Wydziału Filozofii i Socjologii Uniwersytetu Warszawskiego uzyskał habilitację w zakresie socjologii religii. W 1993 otrzymał uzyskał tytuł naukowy profesora nauk humanistycznych. Wykładał na Wydziale Psychologii Wyższej Szkoły Finansów i Zarządzania w Warszawie oraz w Instytucie Socjologii Wydziału Filozofii i Socjologii UW. Pochowany na Cmentarzu Wojskowym na Powązkach w Warszawie (kwatera D-1a-5).

## Życie prywatne
Był ojcem Magdaleny Środy.

## Publikacje
- Stefan Czarnowski w socjologii polskiej, [w:] Stefan Czarnowski jako socjolog religii, Poznań 2007.
- Polimorfizm obyczajów, [w:] Socjologia wychowania, Kielce 2000.
- Religijność młodego Polaka, Warszawa 1984.
- Religia i religijność, Warszawa 1982.
- Socjologia religii, Warszawa 1981.
- Katolicyzm ludowy w Polsce. Studia socjologiczne, Warszawa 1973.
- Kult religijny i jego społeczne podłoże. Studia nad katolicyzmem polskim, Warszawa 1965.
- Kultura religijna wsi. Szkice socjologiczne, Warszawa 1961.